# Forest Lake, Minnesota
Forest Lake, Minnesota là một thành phố nằm ở quận thuộc tiểu bang Minnesota, Hoa Kỳ. Thành phố có dân số năm 2010 là 18,375 người.